# Gare d'Hendaye (Euskotren Trena)
Ne doit pas être confondu avec Gare d'Hendaye.
La gare d'Hendaye (ou Hendaia (eu)) est une gare ferroviaire située dans la commune française d'Hendaye. Elle appartient au métro de Saint-Sébastien (Topo) du réseau ferroviaire à voie métrique Euskotren Trena et est située à environ une vingtaine de mètres de la gare SNCF d'Hendaye.
La nouvelle gare a été construite sur l'emprise ferroviaire de la SNCF par l'entreprise publique Eusko Trenbideak S.A., propriété du gouvernement basque.

## Histoire
Le projet d'un réseau ferroviaire secondaire dans le Pays Basque prévoit, dès 1891, une ligne entre Saint-Sébastien et Hendaye. était située initialement dans la gare principale d'Hendaye. La construction de cette ligne de tramway est lancée en 1906 par la Compagnie des chemins de fer basques. La section de Saint-Sébastien à Irun est inaugurée le 5 décembre 1912. Le prolongement de la ligne jusque dans la cour de la gare du Midi est mis en service l'année suivante, le 13 juillet 1913. La ligne évite la fermeture à la suite de la décision de moderniser la ligne en 1973.
La gare Euskotren séparée a été mise en service en 1980.

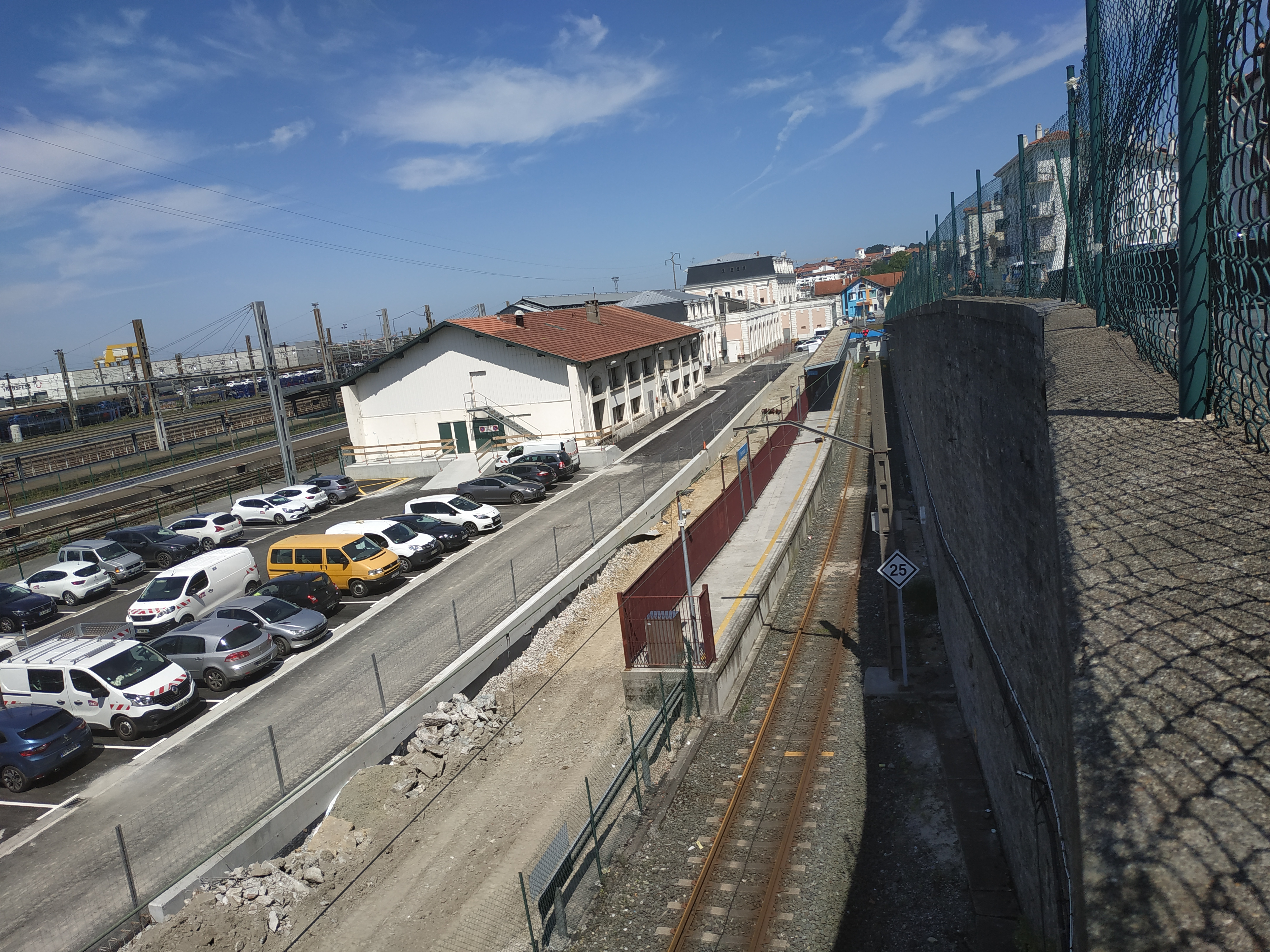
L'état d'avancement des travaux de construction de la deuxième voie le 23 08 2019.

À la suite du diagnostic de saturation de la gare Euskotren d'Hendaye, il a été décidé de la transformer afin d'agrandir le bâtiment voyageurs et d'ajouter une seconde voie en gare, sur les 91 derniers mètres de la ligne, afin de permettre une desserte tous les quarts d'heure. Par le même temps, l'unique quai de la gare a été élargi d'1,9 mètre à 4 mètres de largeur,. Au cours des travaux, la gare a été fermée du 2 au 4 octobre 2019 puis rouverte le lendemain avec un quai provisoire métallique de 80 mètres de longueur. La nouvelle gare a été mise en service le 29 juin 2020,,. Le projet, porté par Euskal Trenbide Sarea (en), a été intégré au projet Transfermuga-Rrekin financé à 65 % par le Fonds européen de développement régional dans le cadre du troisième appel à projets du programme Interreg V-A Espagne-France-Andorre.
En parallèle, dans le cadre du projet Transfermuga-Rrekin, mené par l'eurorégion Nouvelle-Aquitaine-Euskadi-Navarre, avec le Syndicat des Mobilités Pays Basque-Adour, Euskal Trenbide Sarea et SNCF Mobilités, il a été décidé de réaménager le parvis de la gare d'Hendaye de manière à faciliter l'accessibilité entre les différents modes de transports ainsi que de mettre en valeur l'itinéraire de correspondance entre les gares SNCF et Euskotren Trena. Ce projet a été baptisé Elgarrekin,.
Une concertation préalable a été tenue du 11 février au 15 mars 2019. La première phase des travaux a été entamée le 16 septembre 2019. Ce nouveau pôle d'échanges a été inauguré le 27 juin 2022,. Le projet Elgarrekin représente un investissement de 1 268 415,81 euros, intégré au projet Transfermuga-Rrekin financé à 65 % par le Fonds européen de développement régional dans le cadre du troisième appel à projets du programme Interreg V-A Espagne-France-Andorre.

## Service des voyageurs

### Accueil
La nouvelle gare, inaugurée le 29 juin 2020, est située en contrebas du boulevard du Général de Gaulle et à environ une vingtaine de mètres au sud de la gare SNCF.

### Desserte
La gare est desservie par la ligne E2 d'Euskotren Trena, reliant la Gipuzkoa à Hendaye, faisant partie du métro de Saint-Sébastien et couramment surnommée El Topo ou « Le Topo » (signifiant « la taupe » en français en raison du grand nombre de tunnels).

### Intermodalité
Moyennant une courte marche par la voirie, la gare Euskotren d'Hendaye est en correspondance avec plusieurs réseaux de transports urbains et interurbains du réseau Txik Txak du Pays basque français avec les lignes 3 (Bayonne-Hendaye), 31, 33, 35 et 37.